# Gustiana figuralis
Gustiana figuralis är en fjärilsart som beskrevs av Walker 1862. Gustiana figuralis ingår i släktet Gustiana och familjen nattflyn. Inga underarter finns listade i Catalogue of Life.